# Året jeg begyndte at onanere og stoppede med at præstere
Året jeg begyndte at onanere og stoppede med at præstere er en svensk dramedyfilm fra 2022 instrueret af Erika Wasserman. Filmen havde premiere i Sverige den 21. oktober 2022 og udkom i Danmark måneden efter den 24. november.

## Handling
Hanna er ambitiøs og drives af at præstere i alle aspekter af livet. Hun har fart på karrieren og har planer om barn nummer to Morten, så hendes liv kan score topkarakter på perfekthedsskalaen. Men pludselig slår Morten op, og Hanna siger sit job op for at redde forholdet, men det er for sent. Hanna står uden bolig, mand og job og prøver at vinde sit liv tilbage, hvilket ender i pinlige situationer og mindre katastrofer. En aften møder Hanna Liv, som ikke er styret af parforhold eller jobperformance, og hun giver Hanna mod på at prøve en ny metode til at slippe kontrollen og omfavne alt det, livet har at byde på.

## Medvirkende (i udvalg)
- Katia Winter som Hanna
- Jesper Zuschlag som Morten
- Nour El-Refai som Carolin
- Vera Carlbom som Liv
- Henrik Dorsin som Staffan
- Bahar Pars som Leyla
- Hannes Fohlin som Adam
- Happy Jankell som servitrice